# Michel Quint
Michel Quint  (Leforest, Pas-de-Calais, 17 de noviembre de 1949) es un escritor y dramaturgo francés. Autor de Effroyables Jardins (2000), ha colaborado con diversos espacios de France Culture.

## Biografía
Nacido en el seno de una familia de clase media en la zona minera de Nord-Pas-de-Calais, Michel Quint estaba destinado para los estudios literarios. Se graduó en Arqueología y Literatura clásica por la Universidad de Lille y obtuvo un máster en estudios teatrales. Comenzó su carrera de escritor con pequeñas obras de teatro para el Théâtre Ouvert y más tarde colabora con seriales de radio y telenovelas en France Culture, donde difundirá sus telenovelas radiofónicas.
A finales de la década de 1980, cambia y se adentra en la novela negra. Obtiene el gran premio de literatura policial en 1989 por su novela Billard à l'étage. Su novela más conocida del gran público, Effroyables Jardins, aparecida en septiembre de 2000 en ediciones Joëlle Losfeld. Ha sido adaptada al cine por Jean Becker en 2003 y llevada al teatro en numerosas ocasiones.

## Obras
- Mauvaise Conscience, Fleuve noir
- Posthume, Fleuve noir
- Hôtel des deux roses, Fleuve noir
- Bella ciao, Fleuve noir
- La Dernière Récré, Fleuve noir
- Mascarades, Fleuve noir
- Les Grands Ducs, Calmann-Lévy
- Aimer à peine (2001)
- Corps de ballet, Estuaires (2006)
- Sur les pas de Jacques Brel (2008), Presses de la Renaissance
- L’Espoir d’aimer en chemin (2006), Gallimard
- Jadis, Fleuve Noir
- Lundi perdu, éditions Joëlle Losfeld
- Cake walk, éditions Joëlle Losfeld
- L’Éternité sans faute, Rivages
- Une ombre, sans doute (2008) éditions Joëlle Losfeld-Gallimard
- Et mon mal est délicieux, Gallimard, 2005 ISBN 2070311511
- Aimer à peine, Joëlle Losfeld, 2002 ISBN 2844121152
- Billard à l'étage, Rivages, 1989 ISBN 2869306741
- Effroyables Jardins, Joëlle Losfeld, 2000 ISBN 2844120644
- Le Bélier noir, Rivages, 1994 ISBN 2-86930-720-9.
- Sanctus, Terrain Vague, 1990 ISBN 2852081202.
- À l’encre rouge, Rivages, 1985 ISBN 2743609257.
- Cadavres au petit matin, Souris Noire.
- Max, Perrin, 2008 ISBN 9782262027599.
- Les Joyeuses, Stock, 2009 ISBN 9782234062207
- Avec des mains cruelles, Joëlle Losfeld, 2010 ISBN 9782070787852
- Les Amants de Francfort, Héloïse d'Ormesson, 2011 ISBN 9782350871738
- Mademoiselle Liberté, Éditions Invenit, 2012 ISBN 9782918698364
- En dépit des étoiles, Héloïse d'Ormesson, 2013 ISBN 9782350872094
- Veuve noire, L'Archipel, 2013 ISBN 9782809812558
- J’existe à peine, Héloïse d'Ormesson, 2014 ISBN 9782350872803
- Fox-trot, Héloïse d'Ormesson. 2015 ISBN 9782350873350
- Apaise le temps, Phébus, 2016 ISBN 978-2-7529-1043-1

## Distinciones
- 1986 : premio Nouveaux Talents Radio de la Société des auteurs et compositeurs dramatiques (SACD)
- 1990 : Gran premio de literatura policiaca por Billard à l'étage
- 2001 : Premio Ciné Roman Carte Noire
- 2001 : Grand prix SGDL de Novela.
- 2014 : Pluma de cristal en el Festival international de cine policiaco de Lieja por Veuve noire.